# Аэродром Селезнёво
Аэродром Селезнёво (фин. Suur-Merijoen lentokenttä) бывший военный финский, затем советский аэродром. Был основан в 1929 году в 14 км к западу Выборга на землях усадьбы Суур-Мерийоки (совр. Селезнёво), откуда и получил своё финское название. С 1937 по 1939 год служил пассажирским аэропортом Выборга (Viipurin lentokenttä). После Второй мировой войны эксплуатировался Военно-воздушными силами Ленинградского военного округа.

## История
В 1927 году усадьбу Суур-Мерийоки приобрело финское государство и она использовалась Военно-воздушными силами Финляндии. На территории усадьбы была расквартирована Отдельная наземная эскадрилья. Главный корпус усадьбы служил офицерским клубом эскадрильи. Создание лётного поля было завершено в 1929 году и в марте 1930 года эскадрилья пополнилась самолётами De Havilland DH.60 Moth.
В ходе реорганизации 1933 года название лётного поля Суур-Мерийоки было переименовано в Аэропорт 5 (Lentoasema 5), а истребительная эскадрилья в 12-ю Эскадрилью (Lentolaivue 12). В феврале 1934 года здесь начала действовать 26-я Эскадрилья (Lentolaivue 26).
В январе 1938 года началась новая реорганизация. 26-я Эскадрилья была передислоцирована в Утти. В Суур-Мерийоки был сформирован 1-й летный полк (Lentorykmentti 1), в который вошли 10-я летная эскадрилья (Lentolaivue 10) и 14-я эскадрилья (Lentolaivue 14) военно-воздушных сил Финляндии.
С 1937 года в Суур-Мерийоки заработал пассажирский аэропорт. 1 мая 1937 года компания Aero Oy (совр. Finnair) открыла первый в Финляндии внутренний рейс из Хельсинки в Выборг на самолёте De Havilland D.H.89 Dragon Rapide. Перелёт из Хельсинкского аэропорта Хельсинки-Мальми в Выборгский занимал один час. В следующем 1938 году маршрут был продлён до аэродрома города Иматра Иммола (Immolan lentokenttä). В мае 1938 года на аэродроме состоялся воздушный парад на котором присутствовал глава Совета обороны Финляндии генерал от кавалерии Густав Маннергейм.
Летом 1939 года полеты были организованы таким образом, чтобы можно было совершать перелеты между Выборгом и Тампере через Хельсинки в один и тот же день. Полеты между Хельсинки и Выборгом продолжались до кануна Зимней войны до октября 1939 года.
Поскольку Суур-Мерийоки был аэродромом Военно-воздушных сил, то власти Финляндии планировали построить новый аэропорт к востоку от Выборга, но из-за военных лет проект так и не был реализован.
В 1941 году на аэродроме дислоцировался 50-й стрелковый корпус под командованием генерала Щербакова. 22 июня 1941 года 14 немецких истребителей Ме-109 предприняли попытку блокировать аэродром Селезнёво. Их встретили лётчики 7-го истребительного полка под командованием старшего лейтенанта Николая Свитенко на самолётах И-153.
После войны аэродром Селезнёво пустовал до 1950-х годов, пока не стал базой для подготовки курсантов 66-го Военно-морского авиационного технического училища, которое в 1960 году было реорганизовано в училище гражданской авиации. В начале 1990-х годов с распадом Советского Союза аэродром пришёл в запустение, но продолжает эксплуатироваться в качестве учебной базы. На нём много брошенной техники, например, вертолётов Ми-8.